# Mina Ahadi
Mina Ahadi escutarⓘ(Abhar (Irão), 1956) é uma ativista austríaca comunista, secularista e humanista e atual membro do Comitê Central e Politburo do Partido Comunista do Irã.
Mina Ahadi é a principal figura do Comitê Internacional contra o Apedrejamento. Ela é também a principal fundadora do Conselho Central dos ex-muçulmanos. Ahadi é conhecida pela sua visão contundentemente crítica com respeito ao islamismo.
Mina Ahadi nasceu em Abhar, de uma família azeri. Durante a Revolução iraniana ela estava em  Tabriz e participou da revolução comunista. O marido, que também era um ativista político, foi executado no dia do aniversário de casamento. A execução tornou-se uma motivaçãopara a luta contra o castigo. Ela vive e trabalha na Alemanha e recentemente ajudou a libertar Nazanin Fateh no Irã. Devido a ameaças de morte, ela vive sob proteção da polícia. É mãe de duas filhas.

## Obra
- Mina Ahadi com Sina Vogt: Ich habe abgeschworen. ed. Heyne, Munique 2008, ISBN 978-3-453-15288-5 (autobiografa)